# Coniochaeta malacotricha
Coniochaeta malacotricha är en svampart som först beskrevs av Auersw. ex Niessl, och fick sitt nu gällande namn av Giovanni Battista Traverso 1907. Coniochaeta malacotricha ingår i släktet Coniochaeta och familjen Coniochaetaceae.  Arten är reproducerande i Sverige. Inga underarter finns listade i Catalogue of Life.